# Сараманду, Николае
Николае Сараманду (арум. Nicolae Saramandu; род. 1 июля 1941, Бухарест) — румынский лингвист и филолог арумынского происхождения. Он был профессором нескольких университетов и вице-президентом, а затем президентом Atlas Linguarum Europae («Лингвистический атлас Европы»), а также был членом-корреспондентом Румынской академии. Сараманду провёл обширное исследование арумын и принял участие в нескольких мероприятиях, связанных с их культурным развитием.

## Биография
Николае Сараманду родился 1 июля 1941 года в Бухаресте. Он родился в арумынской семье, бежавшей из Греции в Румынию. Семья Сараманду была родом из Ливадии (арум. Giumala de Jos или Livãdz), и часть её училась в румынских школах на Балканах. В интервью 2018 года он заявил, что существуют документы, свидетельствующие о казни пяти человек по фамилии Сараманду в Греции, «потому что они оказали сопротивление властям, которые хотели изменить свою этническую принадлежность».
Сараманду учился с 1955 по 1959 года в Национальном колледже Георге Шинкая в Бухаресте и с 1959 по 1964 год на факультете румынского языка и литературы Бухарестского университета. В 1964 году он стал научным сотрудником Центра фонетических и диалектных исследований Румынской академии. В 1970 году получил степень доктора филологии. С 1972 по 1974 года Сараманду работал стажером в Фонде Александра фон Гумбольдта при Тюбингенском университете в Западной Германии. С 1983 по 1985 года он был профессором румынского языка и литературы во Фрайбургском университете в Западной Германии, с 1993 по 1995 года был приглашённым профессором романских исследований в том же университете, а также приглашенным профессором в 2004, 2005, 2010 и 2014 годах в университетах Бамберга и Марбурга в Германии. В 1991 году он стал научным руководителем в Бухарестском университете, будучи назначенным в 1999 году профессором университета, а в 2014 году — почётным профессором. Он был вице-президентом Atlas Linguarum Europae («Лингвистический атлас Европы») с 2001 по 2003 года, а затем президентом в 2004 году. Кроме того, с 2018 года он является членом-корреспондентом Румынской академии.
Сараманду провёл обширные исследования в области арумын. Среди его научной деятельности - его участие в Atlasului lingvistic al dialectului aromân («Лингвистический атлас арумынского диалекта») и публикация под его руководством Dictionar meglenoromân («Меглено-румынский словарь») и Dicționarul toponimic al României. Muntenia («Топонимический словарь Румынии»). Другая деятельность Сараманду, имеющая отношение к арумынам, включает его сотрудничество с Василе Барбой во Фрайбурге, формирование журналистов для арумыноязычного издания Radio Romania International, которое начало вещание в марте 1991 года, публикация в Скопье в 1997 году руководства по арумынскому языку для использования на курсах языка в Северной Македонии, а также его участие в усилиях по стандартизации арумынского языка, которые имели место в Битоле в 1997 году. Сараманду придерживается позиции, что арумыны являются этнической подгруппой румын, говорящей на диалекте румынского языка, а не на собственном независимом языке.